# Садиња вас при Двору
Садиња вас при Двору (словен. Sadinja vas pri Dvoru) је насељено место у општини Жужемберк, регија Југоисточна Словенија, Словенија.

## Историја
До територијалне реорганизације у Словенији била је у саставу старе општине Ново Место.

## Становништво
У попису становништва из 2011. године, Садиња вас при Двору је имала 161 становника.
| Број становника према пописима | Број становника према пописима | Број становника према пописима |
| ------------------------------ | ------------------------------ | ------------------------------ |
| 1991                           | 2002                           | 2011                           |
| 162                            | 161                            | 161                            |

Напомена: До 1955. исказивано под именом Садиња вас. Године 2011. извршена је мала размена територија између насеља Мачковец при Двору и Садиња вас при Двору.